# Stephen Hough
Pour les articles homonymes, voir Hough.
Stephen Hough, né le 22 novembre 1961 à Heswall, petite ville de la péninsule de Wirral, dans le comté du Cheshire (actuellement le Merseyside), est un pianiste et compositeur classique britannique. Il est également citoyen australien depuis 2005.

## Biographie
Il grandit à Thelwall, une banlieue de Warrington, et amorce ses études de piano à l'âge de cinq ans. En 1978, il remporte la compétition pianistique du BBC Young Musician of the Year. À l'âge de 19 ans, il rejette le protestantisme pour embrasser la foi catholique.
En 1982, il remporte en Angleterre le Terence Judd Award et, l'année suivante, à New York, le premier prix de la compétition internationale de piano Naumburg.
Après l'obtention d'une maîtrise de la Juilliard School, il prend des leçons avec Heather Slade-Lipkin, Gordon Green et Derrick Wyndham. Il amorce ensuite une carrière internationale pour de nombreux récitals, joue dans de grands festivals et donne des concerts comme soliste invité avec les plus grands orchestres d'Europe, d'Amérique, d'Asie et d'Australie, dont le Chicago Symphony Orchestra, le Cleveland Orchestra, le New York Philharmonic, le Boston Symphony Orchestra, le St. Louis Symphony, le Minnesota Orchestra, le Los Angeles Philharmonic, le Toronto Symphony, l'Orchestre symphonique de Montréal, l'Orchestre symphonique de Londres, le London Philharmonic Orchestra, le English Chamber Orchestra, le City of Birmingham Symphony Orchestra, le Berliner Philharmoniker, l'Orchestre philharmonique de Hong Kong et le Sydney Symphony Orchestra.  
Dans le répertoire de la musique de chambre, il travaille à de nombreuses reprises avec le violoncelliste Steven Isserlis, avec qui il enregistre notamment les sonates pour violoncelle et piano de Brahms, le violoniste Joshua Bell, l'altiste Tabea Zimmermann, ainsi qu'avec plusieurs quatuors, tels le Quatuor Juilliard, le Quatuor Emerson et le Quatuor Takács.
Professeur invité de la Royal Academy of Music, il enseigne aussi au Royal Northern College of Music de Manchester et à la faculté de musique de la Juilliard School de New York.
Également compositeur, il publie des sonates pour piano, des œuvres pour violoncelle et une Missa Mirabilis, œuvres qui ont presque toutes été enregistrées.
En 2001, il est le premier pianiste à décrocher le Prix MacArthur.
En 2014, il est élevé Commandeur de l'ordre de l'Empire britannique  (CBE).
Ses enregistrements, parus pour la plupart sous le label Hyperion Records, ont été maintes fois récompensés, notamment celui des Concertos pour piano de Saint-Saëns, lauréat du Gramophon Record of the Year, et celui les Valses de Chopin, qui décroche en France un Diapason d'or de l'année.

## Enregistrements
- Hummel: Piano Concerto No. 3 in B minor, Op. 89 ; Piano Concerto No. 2 in A minor, Op. 85 ; English Chamber Orchestra dirigé par Bryden Thomson, Chandos (1987)
- Stephen Hough : Liszt, Virgin Classics (1988)
- My Favorite Things : Virtuoso Encores, Musicmasters (1988) ; réédition sous label Virgin Classics sous le titre The Piano Album 1 (1992)
- The Piano Album 2, Virgin Classics (1993)
- Bird Songs at Eventide, avec le ténor Robert White, Hyperion - CDA66818 (1995) ; réédition Hyperion, Helios CDH55156 (2003)
- Xaver Scharwenka : Piano Concerto No. 4 in F minor et Emil von Sauer : Piano Concerto No.1 in E minor, City of Birmingham Symphony Orchestra, dirigé par Lawrence Foster, Hyperion - CDA66790 (1995) - Gramophone Record of the Year
- York Bowen : Piano Music, Hyperion - CDA66838 (1996)
- César Franck : Piano Music, Hyperion - CDA66918 (1997)
- Federico Mompou : Piano Music, Hyperion - CDA66963 (1997)
- Lowell Liebermann : Piano Concertos, BBC Scottish Symphony Orchestra dirigé par Lowell Liebermann, Hyperion - CDA66966 (1997)
- Mendelssohn : Piano Concertos, City of Birmingham Symphony Orchestra dirigé par Lawrence Foster, Hyperion - CDA66969 (1997)
- Brahms : Piano Concertos, BBC Symphony Orchestra dirigé par Andrew Davis, Virgin Classics (1998)
- New York Variations, Hyperion - CDA67005 (1998)
- Schubert : Sonatas, Hyperion - CDA67027 (1999)
- Stephen Hough's New Piano Album, Hyperion - CDA67043 (1999) - Gramophone Critic's Choice
- Liszt : Sonata, ballads & polonaises, Hyperion - CDA67085 (2000)
- Brahms: Piano Sonata n° 3 & Four Ballads, Hyperion - CDA67237 (2001)
- Saint-Saëns : The Complete Works for Piano and Orchestra, City of Birmingham Symphony Orchestra dirigé par Sakari Oramo, 2 CD Hyperion - CDA67331/2 (2001) - Gramophone Record of the Year 2002, Diapason d'or, Choc Le Monde de la Musique
- Stephen Hough's English Piano Album, Hyperion - CDA67267 (2002)
- Franck et Rachmaninov : Cello Sonatas, avec Steven Isserlis, Hyperion - CDA67376 (2003)
- Hummel: Piano Sonatas, Hyperion - CDA67390 (2003)
- Chopin : Four Ballads & Four Scherzos, Hyperion - CDA67456 (2004)
- Beethoven : Piano Quintet, op. 16 et œuvres de Mozart, avec le Quintette à vent de Berlin, BIS - CD1552 (2005)
- Rachmaninov: Piano Concertos, Rhapsody on a Theme of Paganini ; Dallas Symphony Orchestra dirigé par Andrew Litton, 2CD Hyperion - CDA67501/2 (2004)
- The Stephen Hough Piano Collection, Hyperion - HOUGH1 (2005)
- Liszt: Années de pèlerinage – Première Année: Suisse, S. 160, Hyperion - CDA67424 (2005)
- Brahms: Cello Sonatas, avec Steven Isserlis, violoncelle, Hyperion - CDA67529 (2005) - Gramophone Editor's Choice Recording et Top Ten Records of the Year du Sunday Times
- Stephen Hough's Spanish Album, Hyperion - CDA67565 (2006)
- Brahms: Strings Quartets & Piano Quintet, avec le Takács Quartet, Hyperion - CDA67551 (2007)
- George Tsontakis : Man of Sorrows, for piano & orchestra ; Berg, Piano Sonata, Hyperion - CDA67564 (2007)
- Mozart Album, Hyperion - CDA67598 (2008)
- Stephen Hough in Recital, Hyperion - CDA67686 (2009)
- Tchaïkovski: Complete Music for piano and orchestra, Minnesota Orchestra dirigé par Osmo Vänskä, Hyperion - CDA67711/2 (2010)
- Chopin : Late Masterpieces, Hyperion - CDA67764 (2010) - Diapason d'or
- Chopin: Complete Waltzes, Hyperion - CDA67849 (2011) - Diapason d'or de l'année
- Brahms & Hough : Other Love Songs, The Prince Consort, Linn - CKD382 (2011)
- Grieg & Liszt : Piano Concertos, Hyperion - CDA67824 (2011)
- Stephen Hough: Broken Branches, BIS (2011)
- Stephen Hough's French Album, Hyperion - CDA67890 (2012)
- Brahms: Piano Concertos, Mozarteumorchester Salzburg dirigé par Mark Wigglesworth, Hyperion - CDA67961 (2013)
- Stephen Hough : In the Night, qui inclut la Sonate pour piano n° 2, dite Notturno luminoso de Hough, Hyperion - CDA67996 (2014)
- Grieg : Lyrics Pieces, Hyperion - CDA68070 (2015)
- Mendelssohn, Grieg & Hough : Cello Sonatas, avec Steven Isserlis, Hyperion - CDA68079 (2015) - Gramophone Editor's Choice Recording
- Vaughan Williams : Dona nobis pacem & Hough ; Hough : Missa Mirabilis, Colorado Symphony Chorus and Colorado Symphony, dirigés par Andrew Litton, Hyperion - CDA68096 (2015)
- Scriabine & Janáček : Sonatas & Poems, Hyperion - CDA67895 (2015)